# The Jamestown Foundation
The Jamestown Foundation is een Amerikaanse denktank die werd gesticht in 1984 en waarvan de missie bestaat uit het informeren en bijbrengen van kennis van beleidsmakers met betrekking tot gebeurtenissen en trends die van strategisch belang worden geacht voor de Verenigde Staten. De website verklaart dat; "Jamestown’s material is delivered without political bias, filter or agenda." The Jamestown Foundation claimt dat ze een directe bijdrage heeft geleverd aan de verspreiding van democratie en persoonlijke vrijheden in voormalige communistische "oostbloklanden" tijdens de jaren 80.
The Jamestown Foundation verkrijgt haar informatie onafhankelijk via officiële kanalen en informatiekanalen. Momenteel ligt haar focus op Eurazië en terrorisme.